# Haverhill (Iowa)
Haverhill város az Amerikai Egyesült Államok Iowa államában, Marshall megyében. Lakosainak száma 165 fő (2020. április 1.).

## Népesség
A település népességének változása:

| 2010 | 173 |
| 2020 | 165 |

## Képgaléria

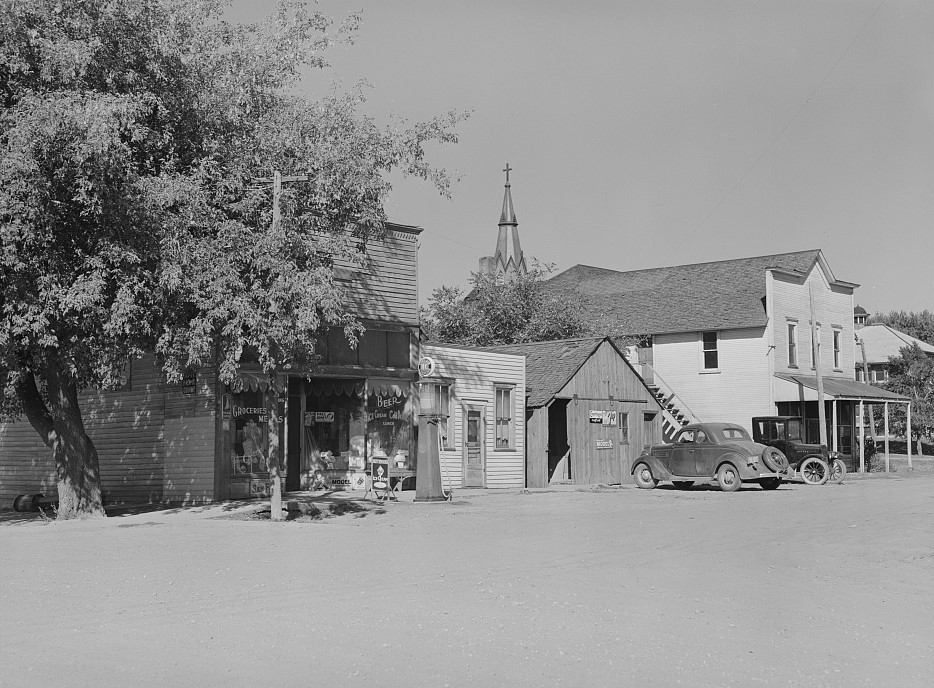
Egy utca Haverhillben 1939-ben
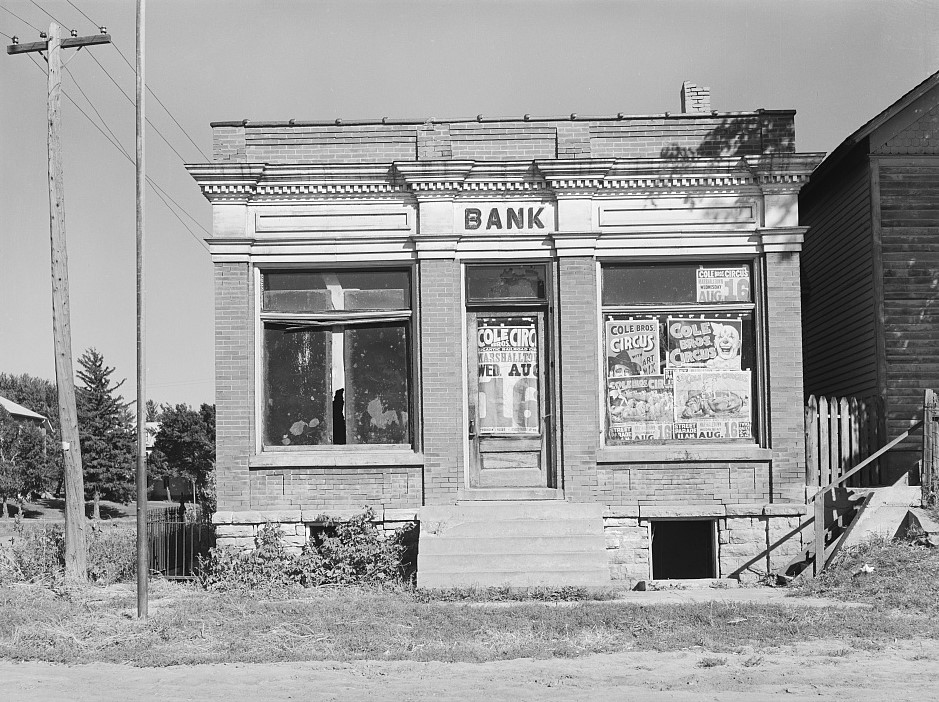
Egy bezárt bank 1939-ben